# Marine Bolliet
Marine Bolliet (Chambéry, 14 gennaio 1988) è una biatleta francese.

## Biografia
Originaria di La Motte-en-Bauges, in Coppa del Mondo ha esordito il 9 gennaio 2009 a Oberhof (62ª) e ha ottenuto il primo podio il 4 gennaio 2012 nella medesima località (3ª).
In carriera ha preso parte a un'edizione dei Giochi olimpici invernali, Soči 2014 (26ª nell'individuale).

## Palmarès

### Mondiali juniores
- 2 medaglie:
  - 1 oro (staffetta a Val Martello 2007)
  - 1 bronzo (staffetta a 	Presque Isle 2006)

### Coppa del Mondo
- Miglior piazzamento in classifica generale: 50ª nel 2013 e nel 2014
- 2 podi (entrambi a squadre):
  - 1 secondo posto
  - 1 terzo posto